# Ene Franca Idoko
Ene Franca Idoko, née le 15 juin 1985 dans l'État de Benue au Nigeria, est une athlète nigériane, pratiquant le sprint.

## Carrière
Lors de la saison hivernale 2008, elle réalise à plusieurs reprises la meilleure performance mondiale de l'année sur 60 m, portant son record personnel à 7 s 09.
Aux Mondiaux en salle de Valence, elle passe sans difficulté les premiers tours, enregistrant le meilleur temps des demi-finales, devenant ainsi la grande favorite de l'épreuve. Mais lors de la finale, elle s'effondre complètement à la sortie des startings-blocks et ne prend que la septième place, laissant le titre à Angela Williams.
Lors des Jeux olympiques de 2008, Ene Franca Idoko ne passe pas les séries du 100 m mais remporte la médaille de bronze au relais 4 × 100 m.